# Évêché titulaire de Zorolus
Zorolus en Asie mineure, diocèse désaffecté, est un siège titulaire d'évêque chargé d'une autre mission que la conduite d'un diocèse contemporain. Ce siège est actuellement vacant. À son emplacement se trouve la ville turque moderne Çorlu.
Il a eu récemment comme titulaires catholiques :
- Mgr Kazimierz Majdański (pl) 19 novembre 1962 – 1er mars 1979, évêque auxiliaire de Włocławek
- Mgr Charles-Omer Garant 27 avril 1948 – 21 octobre 1962, évêque auxiliaire de Québec
- Mgr Gerardo Faustino Herrero Garrote, 11 décembre 1939 – 11 avril 1946, vicaire apostolique de Changsha (en)
- Mgr Pablo Alegría Iriarte, 9 juillet 1934 – 11 septembre 1939, vicaire apostolique de Casanare